# Cerros Azules
Cerros Azules är kullar i Chile.   De ligger i regionen Región de Antofagasta, i den norra delen av landet, 1 300 km norr om huvudstaden Santiago de Chile.
Trakten runt Cerros Azules är ofruktbar med lite eller ingen växtlighet. Runt Cerros Azules är det glesbefolkat, med 10 invånare per kvadratkilometer.